# Frédéric Michalak
Pour les articles homonymes, voir Michalak.

a Compétitions nationales et continentales officielles uniquement.

b Matchs officiels uniquement.
Dernière mise à jour le 31 janvier 2019.
Frédéric Michalak, né le 16 octobre 1982 à Toulouse (Haute-Garonne), est un joueur international français de rugby à XV évoluant au poste de demi d'ouverture. 
Formé et révélé au Stade toulousain, Michalak remporte deux championnats de France en 2001 et 2011 et deux Coupes d'Europe en 2003 et 2005 avec le club occitan en neuf saisons entrecoupées par une expérience en Afrique du Sud chez les Sharks en 2008 où il remporte la Currie Cup avec les Natal Sharks. En 2012, il part à nouveau chez les Sharks où il est finaliste du Super Rugby avant de revenir finalement en France pour évoluer avec le Rugby club toulonnais de 2012 à 2016. Avec le club varois, il ajoute un nouveau titre de champion de France en 2014 et deux Coupes d'Europe en 2013 et 2015 à son palmarès mais reste dans l'ombre de l'ouvreur titulaire Jonny Wilkinson. Il termine sa carrière au Lyon OU de 2016 à 2018.
Sélectionné avec le XV de France par Bernard Laporte à partir de 2001, Michalak dispute sa première Coupe du monde en 2003 en tant qu'ouvreur titulaire à l'âge de 20 ans. Il inscrit 103 points mais la France est éliminée en demi-finale par l'Angleterre comme quatre ans plus tard, en 2007. Non retenu lors du Mondial 2011, il retrouve une place de titulaire en 2015 juste avant la Coupe du Monde, devenant le meilleur buteur de l'histoire du XV tricolore, mais se blesse en quart de finale perdu contre la Nouvelle-Zélande. Il achève sa carrière internationale sur cette élimination après 77 sélections et 436 points inscrits. Au cours d'un parcours en Bleu discontinu notamment en raison de ses nombreuses blessures, il remporte toutefois quatre Tournois des Six Nations (2002, 2004, 2006 et 2010) dont trois Grands Chelems.
Il fait partie du cercle très fermé des joueurs ayant remporté quatre fois la Champions Cup, en compagnie de Cian Healy, Cédric Heymans, Isa Nacewa, Jonathan Sexton et Devin Toner. Un record dans la compétition. 
En parallèle des terrains, Frédéric Michalak prête son image à plusieurs marques publicitaires et devient, après sa retraite, consultant à la télévision pour Canal+ et TF1. Il soutient également l'organisation de la Coupe du monde 2023 en France. Depuis 2023, il est membre du staff technique du club francilien du Racing 92.

## Biographie

### Formation
Frédéric Michalak naît en 1982 dans le quartier toulousain d'Ancely. Petit-fils d'un immigré polonais et d'une Italienne et issu d'une famille modeste, il débute au rugby à l'âge de 4 ans chez les minipoussins de Ramonville entraînés  par son père, maçon. Puis il rejoint le Stade toulousain à l'âge de sept ans. 
Il y passe par tous les postes des lignes arrière mais c'est finalement au poste de demi d'ouverture qu'il est fixé. Il y remporte un titre de champion de France cadets en 1998 et deux championnats de France crabos en 1999 et 2000 mais c'est comme demi de mêlée qu'il va faire ses débuts professionnels. Tout le long de sa carrière, il alternera les deux postes.

### Stade toulousain (2001-2007)

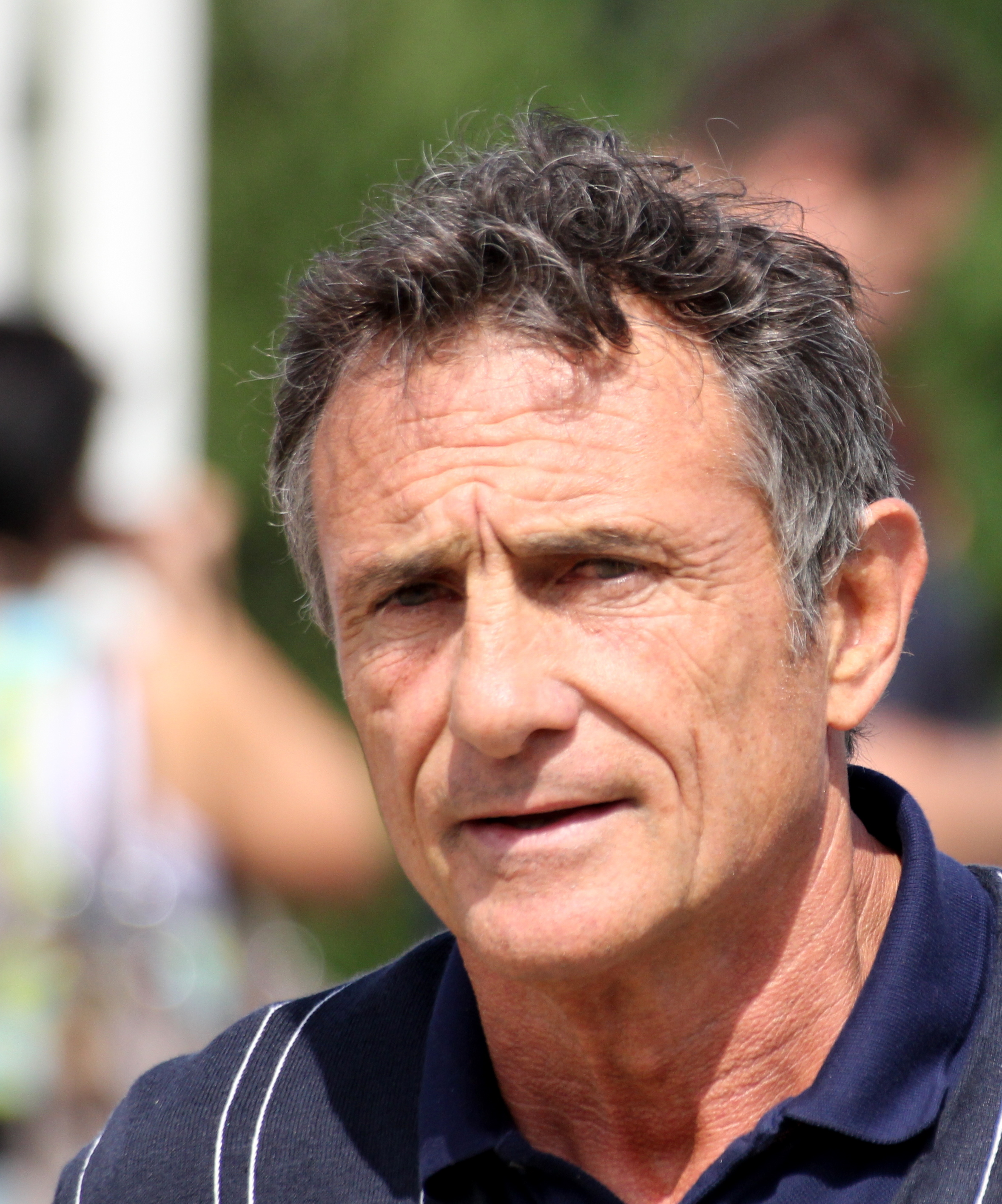
Guy Novès, ici en 2011, est le manager de Frédéric Michalak au Stade toulousain de 2001 à 2007 puis de 2008 à 2011.

#### Débuts (2001-2003)
Profitant des blessures de Jérôme Fillol et Jérôme Cazalbou, Frédéric Michalak commence sa carrière professionnelle en janvier 2001 lors de la réception de la Section paloise comme titulaire au poste de demi de mêlée et inscrit un essai. Il s'impose vite comme le titulaire du poste et contribue à l'excellente fin de saison du Stade toulousain qui se hisse jusqu'en finale du Top 14 face à Clermont. Lors de ce match, Michalak se montre très offensif dans le jeu et passe quatre pénalités de plus de 50 mètres. Toulouse s'impose 34-22 et Michalak est élu homme du match. À 18 ans seulement, il est alors le grand artisan de la conquête d'un nouveau titre de champion de France par le Stade toulousain. Il devient alors la nouvelle star du rugby français dont il est considéré comme un grand espoir.

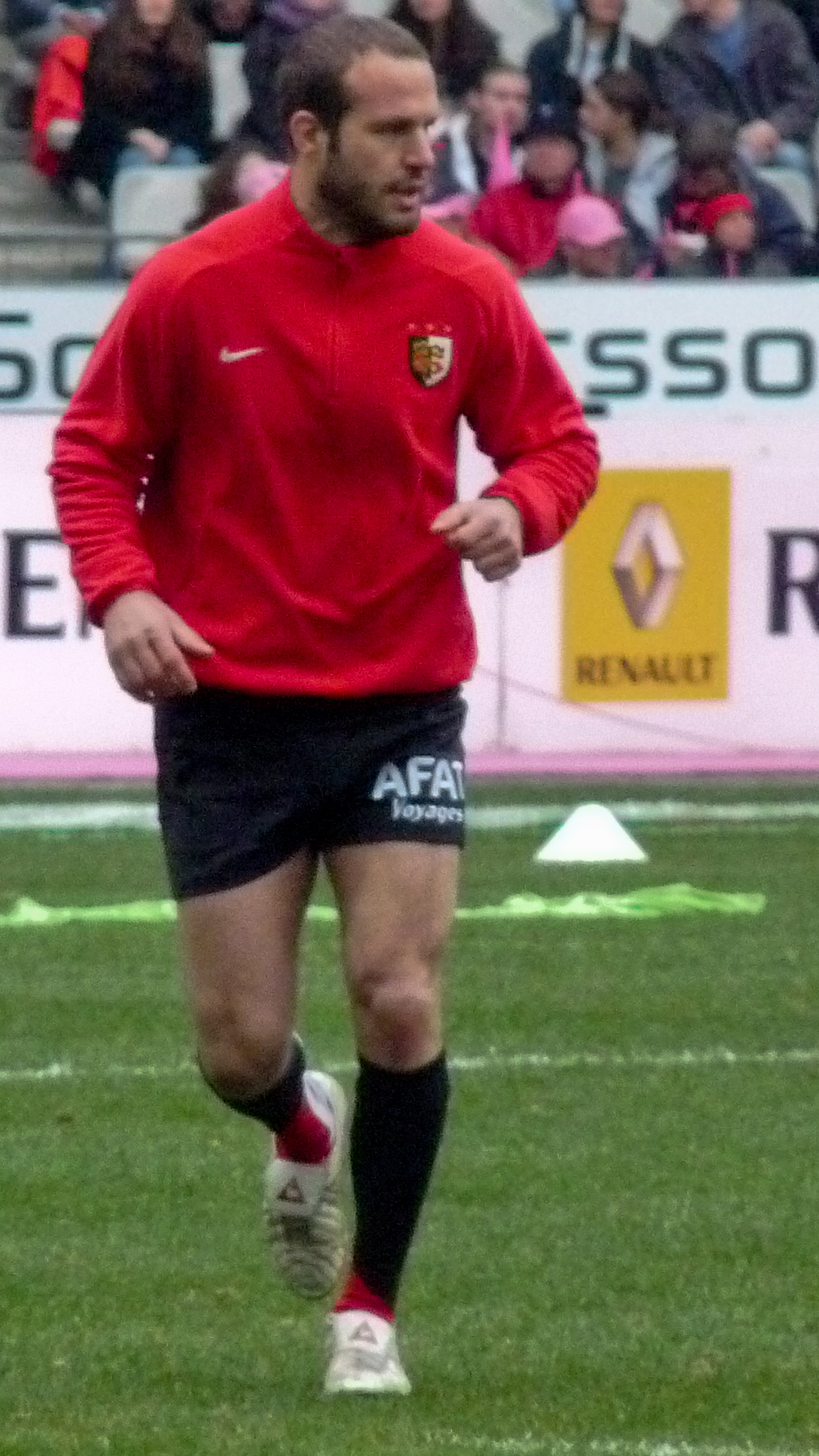
Frédéric Michalak avec le Stade toulousain (2007)

Dès l'été 2001, il est alors appelé en équipe de France par Bernard Laporte mais il ne peut honorer cette première convocation car il devait passer un BEP. Ce n'est que partie remise : à l'automne 2001, Laporte le rappelle en équipe de France et il peut cette fois honorer sa première convocation en bleu. Il participe aux trois matchs de l'équipe de France dont un comme titulaire à l'ouverture face à l'Australie et confirme tous les espoirs placés en lui. Quelques mois plus tard, il profite alors de la blessure de Fabien Galthié pour entamer le Tournoi des six nations 2002 comme titulaire au poste de demi de mêlée face à l'Italie. Mais sa prestation déçoit et il n'est pas rappelé par la suite.

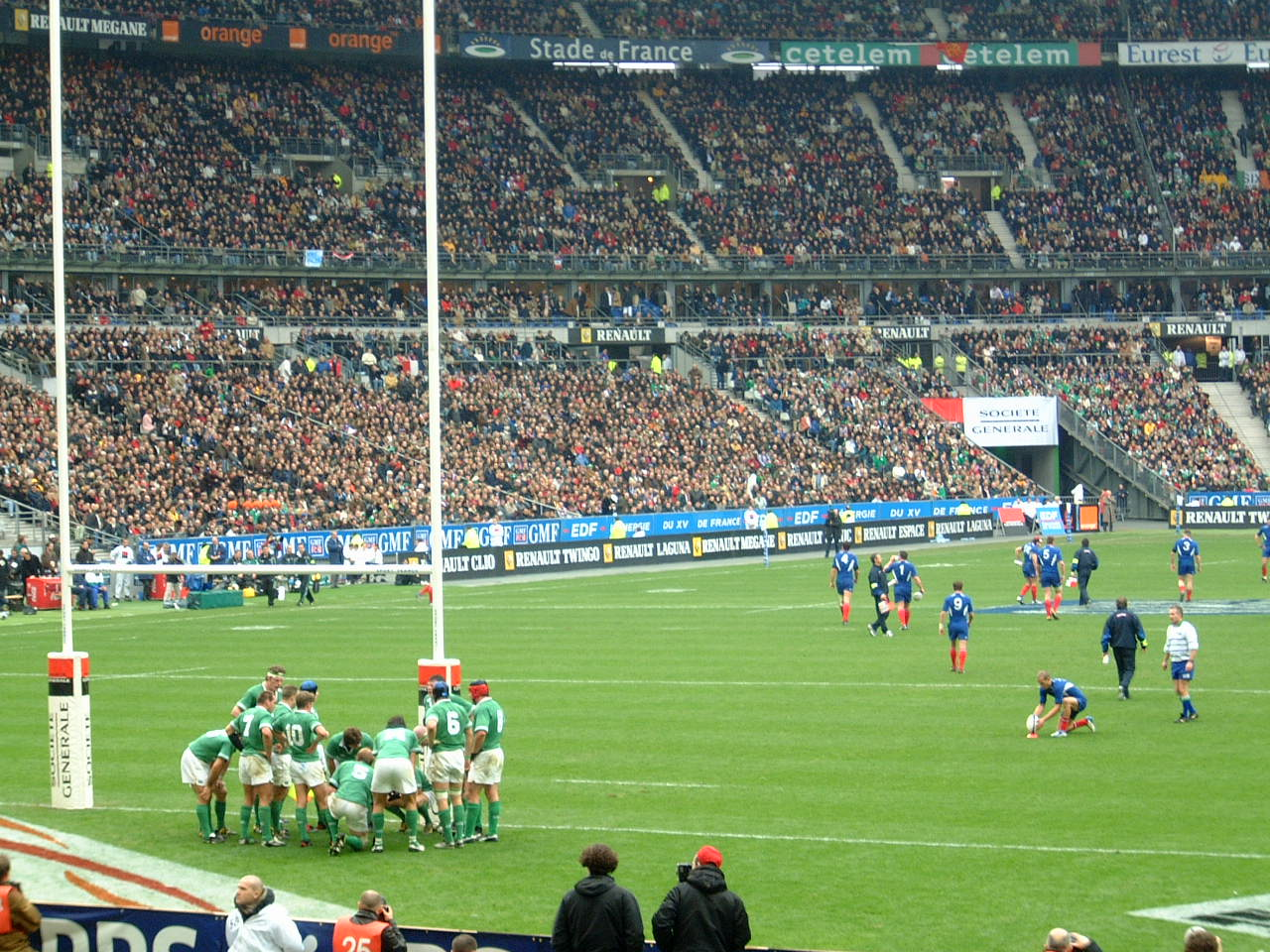
Frédéric Michalak lors de France-Irlande du Tournoi des VI Nations 2004 au Stade de France

Il continue de progresser à Toulouse et, après une mauvaise entame de l'équipe de France lors du Tournoi des Six Nations 2003, il est rappelé pour les deux derniers matchs du Tournoi face à l'Italie et le Pays de Galles, cette fois comme demi d'ouverture. Cette fois, il répond aux attentes en inscrivant un essai dans chacun de ces deux matchs. Puis, il réalise une excellente fin de saison avec le Stade toulousain qui se hisse jusqu'en finale du Top 14 et surtout remporte la coupe d'Europe. Michalak y inscrit notamment l'essai de la victoire lors de la demi-finale face au Munster.
Le 24 mai 2003, il est titulaire avec le Stade toulousain, associé à Yann Delaigue à la charnière, en finale de la Coupe d'Europe au Lansdowne Road de Dublin face à l'USA Perpignan. Les Toulousains s'imposent 22 à 17 face aux catalans et deviennent ainsi champions d'Europe.

#### Coupe du monde 2003
Destiné à être le remplaçant de Yann Delaigue, dans un premier temps, et après la blessure en tournée de ce dernier, Bernard Laporte en fait alors le demi d'ouverture titulaire de l'équipe de France pour la coupe du monde 2003 en association avec le demi de mêlée et capitaine Fabien Galthié. Michalak rentre fort dans sa coupe du monde en inscrivant 26 points au pied face aux Fidji puis un essai et 19 points au pied face au Japon et un nouvel essai et 20 points au pied lors de la finale du groupe face à l'Écosse. Il est alors mis au repos pour le dernier match de poule sans enjeu face aux États-Unis. De retour en quart de finale face à l'Irlande il est à l'origine d'un essai d'Olivier Magne d'une chandelle en diagonale dès la 4e minute puis inscrit 23 points au pied, jouant un rôle déterminant dans la belle victoire 43-20 du XV de France. À 21 ans seulement, sa coupe du monde est alors exceptionnelle mais, contre toute attente, lors de la demi-finale perdu face à l'Angleterre, il passe complètement à côté de son match en ne passant qu'un seul des cinq coups de pied qu'il tente. La France est battue 7-24 et il subit de nombreuses critiques. Il termine deuxième du classement des réalisateurs du mondial avec 103 points, juste derrière Jonny Wilkinson.

#### 2003-2007
Il reste cependant titulaire lors du Tournoi des six nations 2004 mais, après une nouvelle prestation décevante à la botte lors du match d'ouverture face à l'Irlande, il cède sa place de buteur à Jean-Baptiste Élissalde ou Dimitri Yachvili. Il reste néanmoins l'ouvreur titulaire des Bleus pour le reste du tournoi que la France remporte avec le Grand Chelem. Il manque ensuite le quart de finale de coupe d'Europe du Stade toulousain sur blessure mais revient pour la fin de saison. Il joue ainsi de nouveau la finale de la Coupe d'Europe qui se déroule cette fois au Stade de Twickenham à Londres face aux London Wasps. Il est titularisé en demi-de-mêlée associé à Yann Delaigue à l'ouverture. Les Anglais l'emportent sur le fil 27 à 20, à la suite d'une erreur de Clément Poitrenaud, empêchant les Toulousains de gagner un deuxième titre consécutif.
L'intersaison 2004 voit l'ouvreur du Stade toulousain Yann Delaigue quitter le club. Ainsi, alors que Frédéric Michalak continue de jouer principalement demi de mêlée avec son club, il y est repositionné ouvreur, poste auquel il avait déjà joué en équipe de France et chez les jeunes du Stade toulousain. Sa première saison comme ouvreur de l'équipe première du Stade toulousain est un succès puisque le club remporte une nouvelle coupe d'Europe, un titre auquel contribue Michalak en inscrivant des essais en quart de finale face à Northampton Saints et en demi finale face aux Leicester Tigers. En revanche, avec le XV de France, il doit faire face à la concurrence de son ex-coéquipier Yann Delaigue qui s'est relancé avec le Castres olympique et dont il doit se contenter d'être la doublure lors du Tournoi des Six Nations 2005.
Un an plus tard, il est en revanche titulaire pour le Tournoi des Six Nations 2006. Il contribue alors à la victoire des bleus avec un essai face à l'Italie et une passe décisive à Florian Fritz d'un coup de pied par-dessus la défense adverse face au pays de Galles. Malgré cela, il n'évolue pas toujours à son meilleur niveau et est parfois sifflé par le public français. Avec le Stade toulousain, il atteint la finale du Top 14 face au Biarritz olympique mais les Toulousains y sont lourdement battus (13-40).
En octobre 2006, une blessure au genou le contraint à quitter les terrains pendant six mois. À son retour en avril 2007, Guy Novès ne veut pas modifier le XV de départ qui s'est mis en place en son absence et il termine la saison remplaçant.

#### Coupe du monde 2007
Malgré cela, Bernard Laporte le retient pour disputer la coupe du monde 2007, organisée en France. Mais en son absence, David Skrela a brillé à l'ouverture et c'est lui qui commence le premier match des bleus contre l'Argentine où Michalak ne rentre qu'en fin de partie. Mais Skrela déçoit et Michalak retrouve alors une place de titulaire contre la Namibie puis l'Irlande, où il contribue à la victoire des siens (27-3) avec une passe décisive au pied pour Vincent Clerc. Laporte met au repos plusieurs de ses cadres pour le dernier match de poule face à la Géorgie. C'est donc le troisième ouvreur des Bleus Lionel Beauxis qui est titulaire. Ce dernier réussit une excellente prestation avec un essai et 19 points au pieds si bien que Bernard Laporte décide de le maintenir titulaire pour le quart de finale face à la Nouvelle-Zélande où Michalak ne rentre qu'en fin de partie. Cela ne l'empêche pas de réaliser une entrée décisive. En effet, entrée à la 69e minute à la place de Lionel Beauxis, il récupère d'emblée une passe de Damien Traille et se lance dans une percée de 40 mètres à l'issue de laquelle il sert Yannick Jauzion pour l'essai de la victoire, qui fera par la suite polémique pour une suspicion de passe en-avant entre les deux joueurs,. Le XV de France est qualifié pour la demi-finale face à l'Angleterre où Michalak est de nouveau remplaçant. La France s'incline face aux Anglais. Il ne retrouve une place de titulaire que pour le match pour la troisième place contre l'Argentine, où il livre une bonne partie qui n'empêche pas la lourde défaite (10-34) des siens.

### Sharks (2008)
Désireux de découvrir le rugby des nations du sud, Michalak quitte ensuite le Stade toulousain et rejoint les Sharks (Afrique du Sud) pour y disputer le Super 14. Il devient, de fait, non sélectionnable pour le XV de France, et Marc Lièvremont apprend à se passer de lui. Il commence cette compétition en février 2008 et réalise un excellent premier mois mais, par la suite, ses prestations sont moins bonnes et, fin avril, il est victime d'une nouvelle blessure au genou qui le tient écarté des terrains pendant cinq mois et le prive de la fin du Super 14. Michalak n'aura donc pas vraiment eu le temps de profiter de son exil sud-africain et il demande alors au Stade toulousain (où il s'était engagé à revenir après le Super 14) l'autorisation, une fois remis de sa blessure, de rester aux Sharks pour disputer la Currie Cup, ce qu'accepte le club toulousain. Fin septembre, il retrouve alors les terrains en Currie Cup et réalise d'excellentes prestations qui contribuent à la qualification des Sharks pour la demi-finale face aux Lions. Lors de celle-ci, Michalak contribue à la victoire des siens en inscrivant un essai. Les Sharks se qualifient alors pour la  finale face aux Bulls de Pretoria où ils s'imposent (14-9), une victoire à laquelle Michalak contribue pleinement en étant présent sur les deux essais de son équipe et en réussissant la deuxième transformation. Les Sharks remportent ainsi la Currie Cup et Michalak aura joué un rôle déterminant dans l'obtention de ce titre.

### Retour raté au Stade toulousain (2008-2011)

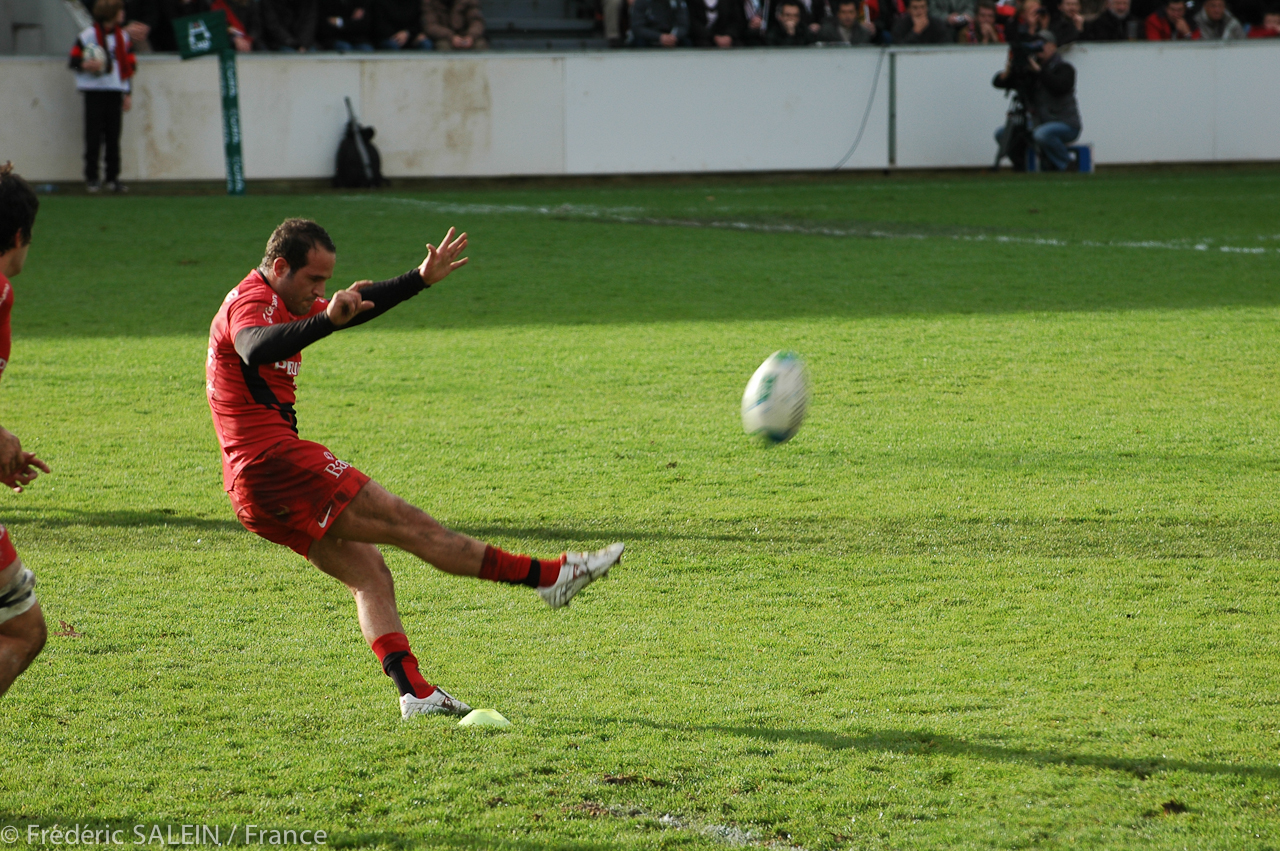
Le 6 décembre 2008, à Toulouse, face à Newport.

En novembre 2008, son retour au Stade toulousain suscite alors beaucoup d'espoirs. Mais ses prestations déçoivent et il n'est pas retenu pour disputer le Tournoi des Six Nations 2009. Des blessures de Lionel Beauxis et Sébastien Tillous Borde lui permettent toutefois d'être rappelé pour le dernier match du tournoi face à l'Italie, où il rentre en début de deuxième mi-temps à la place de Morgan Parra. Mais sa prestation est moyenne : Il délivre deux passes décisives mais dévisse complètement les deux transformations. À son retour à Toulouse, il continue de décevoir à l'image de la défaite (6-9) contre Cardiff en quart de finale de coupe d'Europe où il ne pèse pas sur le match. Il termine alors la saison remplaçant.
Ce n'est que la saison suivante que Michalak retrouve son meilleur niveau. À la suite du forfait de Jean-Baptiste Élissalde, il est rappelé en Équipe de France pour le Tournoi des Six Nations 2010, comme doublure de la charnière Parra / Trinh-Duc. Mais, passé les trois premiers matchs du tournoi, une pause est marquée dans la compétition. Il retrouve alors Toulouse pour le choc face au Stade français et, victime d'un mauvais placage, il se rompt les ligaments croisés (genou), ce qui va l'éloigner des terrains pendant neuf mois.
Le 2 décembre 2010, il retrouve les terrains, remplaçant David Skrela lors d'un match contre Clermont, mais il est encore un peu juste physiquement et Guy Novès l'envoie alors s'entraîner avec la réserve du Stade toulousain où il se blesse à nouveau, ce qui retarde son retour. Il ne retrouve finalement l'équipe fanion que fin janvier en remplaçant David Skrela à la fin d'un match de coupe d'Europe contre Newport avant de retrouver une place de titulaire deux semaines plus tard face au Stade rochelais. Après quelques matchs de rodage, il retrouve son meilleur niveau lors d'une victoire (23-22) face au CA Brive, où, aligné comme demi de mêlée, il dynamise le jeu toulousain par des libérations rapides et inscrit 18 points au pied ou face au Racing Metro, où il inscrit 21 points au pied. Mais la semaine suivante, face à l'USA Perpignan, il se blesse à nouveau. À son retour, Guy Novès ne veut pas modifier le groupe qui s'est mis en place en son absence et le met à l'écart pour la fin de saison.

### Second exil chez les Sharks (2011-2012)
Il s'exile alors à nouveau aux Sharks. Après une rentrée en cours de match, il honore sa première titularisation lors de la dernière journée de la phase régulière du Super 15 face aux Bulls, double tenant du titre que les Sharks doivent absolument battre pour rejoindre les barrages. Contre toute attente, les Sharks s'imposent (26-23) grâce à Michalak, excellent dans l'animation du jeu, la défense, auteur d'une passe décisive d'une chandelle en diagonale et d'un 3 sur 3 à la botte après avoir supplée Patrick Lambie, peu en réussite, dans cet exercice. Les Sharks se retrouvent alors en barrage face Crusaders de Dan Carter et Richie McCaw mais ils y seront lourdement battus (6-38) dans un match où Michalak est peu fourni en ballon.
Il se rattrape deux mois plus tard lors de la première journée de la Currie Cup où il retrouve les Bulls et inscrit un essai et 15 points au pied. Il récidive la semaine suivante avec un nouvel essai et 14 points au pied. Finalement, Michalak termine meilleur marqueur de points de la Currie Cup avec 193 points dont 3 essais, jouant un rôle déterminant dans le bon parcours des Sharks qui se hissent jusqu'en finale de la compétition. 
Avant le début de la saison 2012 de Super 15, il annonce qu'il rejoindra le RC Toulon pour la saison 2012-2013. Il commence la compétition en février mais l'émergence du jeune ouvreur Patrick Lambie le repositionne demi de mêlée, poste auquel il ne s'impose pas. Il est alors rapidement poussé sur le banc de touche mais, en mai, à la suite de la blessure de Patrick Lambie, il retrouve une place de titulaire à l'ouverture et inscrit un essai et 14 points au pied. Il récidive la semaine suivante avec un nouvel essai.
En juin, il retrouve alors les bleus après plus de deux ans d'absence pour deux matchs amicaux face à l'Argentine. Lors de la première rencontre, il rentre en cours de match à la place d'un François Trinh-Duc décevant et fait une rentrée remarquée. Il gagne alors une place de titulaire pour la seconde rencontre où il anime parfaitement le jeu des bleus pour sa première association avec le demi de mêlée Maxime Machenaud et inscrit 19 points au pied, contribuant à l'écrasante victoire (49-10) des bleus. Il termine ensuite sa saison aux Sharks, où ses talents de buteur permettent aux Sharks d'atteindre la finale du Super 15 où il inscrit les six points de son équipe qui s'incline 37 à 6 contre la franchise néo-zélandaise des Chiefs.

### RC Toulon (2012-2016)

#### 2012-2013

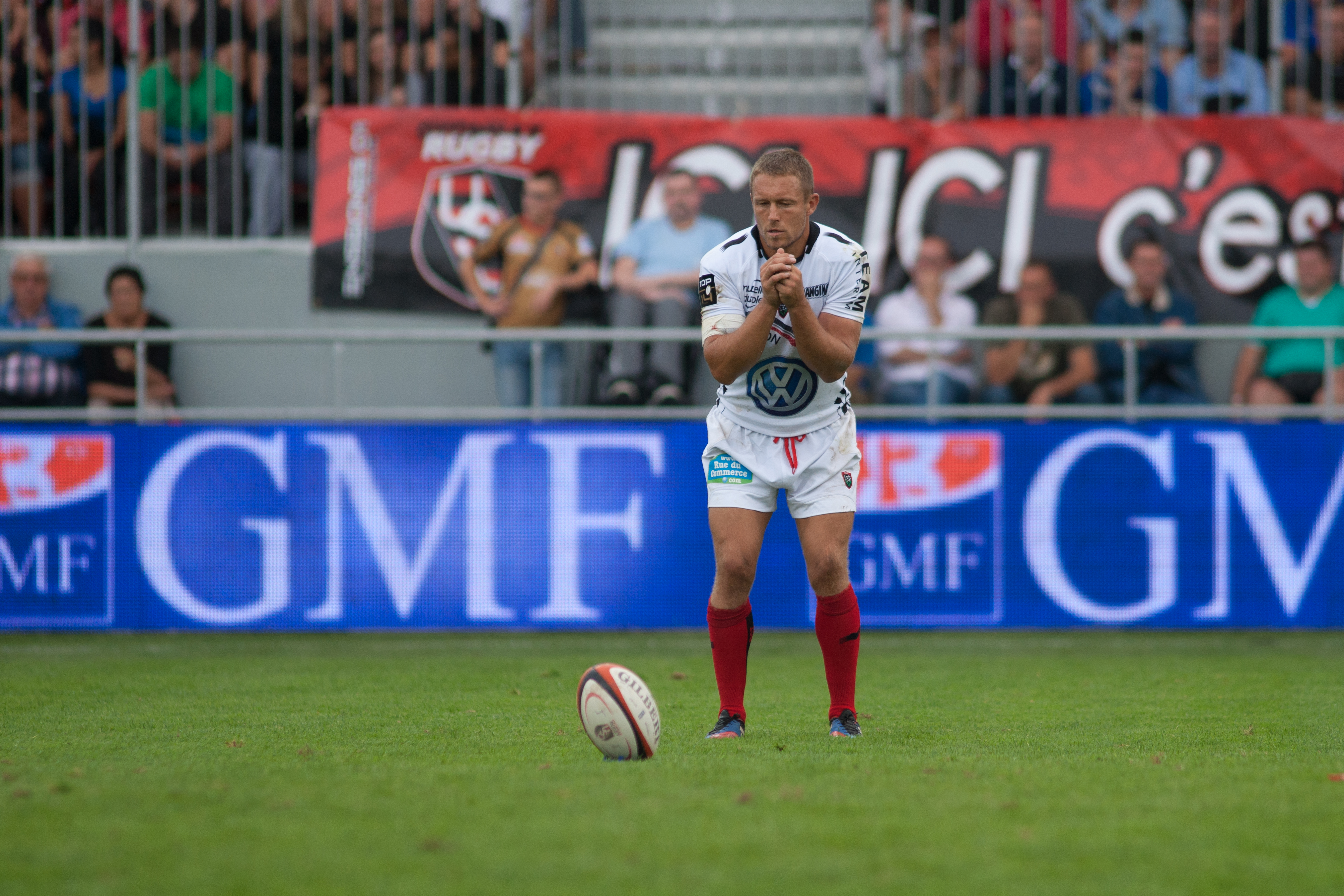
Jonny Wilkinson est titulaire au poste de demi d'ouverture à Toulon.

Il rejoint ensuite le RC Toulon, où la présence de Jonny Wilkinson le repositionne demi de mêlée. Cela ne l'empêche pas de réaliser un remarquable début de saison. Il est alors rappelé avec le XV de France pour la tournée d'automne 2012 même d'il continue d'y jouer ouvreur. Il continue de s'y mettre en valeur. Ainsi, face à l'Australie, il anime parfaitement le jeu des bleus, réalise un 5 sur 6 à la botte et une percée de 30 mètres à l'issue de laquelle il offre un essai à Wesley Fofana. Il contribue ensuite à une nouvelle écrasante victoire sur l'Argentine (39-22) en inscrivant 24 points au pied puis face aux Samoa (22-14) il porte les bleus vers la victoire, animant à nouveau parfaitement le jeu des bleus, étant l'auteur d'un 5 sur 5 à la botte et du seul essai français. Il confirme ensuite sa bonne forme en inscrivant son premier essai à Toulon face aux Sale Sharks en poule de coupe d'Europe.
Finaliste du Super 15, auteur d'un excellent début de saison au RC Toulon et d'excellentes tournées d'été et d'automne avec le XV de France, il est récompensé en faisant partie des quatre nommés pour le titre de Meilleur joueur du monde IRB 2012, titre finalement décerné à Dan Carter. 
Mais la suite est moins heureuse. Il commence le Tournoi des Six Nations 2013 comme titulaire mais déçoit lors des défaites contre l'Italie (18-23) et le Pays de Galles (6-16). François Trinh-Duc le remplace alors face à l'Angleterre (13-23) mais déçoit également. Michalak retrouve alors une place de titulaire lors des deux derniers matchs où les Bleus relèvent la tête avec un match nul (13-13) face à l'Irlande et une victoire face à l'Écosse (23-16). Mais Michalak continue de décevoir et quitte même ce dernier match sur blessure.
De retour pour la dernière journée de la phase régulière du championnat, il livre une bonne prestation. Malgré cela, encore un peu juste physiquement, il n'est que remplaçant lors de la finale de H-cup contre l'ASM Clermont Auvergne. Il rentre toutefois en cours de match alors que le RC Toulon est mené et contribue à inverser la tendance avec un jeu au pied long ramenant le jeu dans le camp clermontois et permettant au RCT de s'imposer sur le fil (16-15) grâce à un essai de Delon Armitage. Bernard Laporte dira plus tard : "sa rentrée nous fait gagner le match". Il remporte ainsi sa troisième H-cup. Il retrouve ensuite une place de titulaire pour la demi-finale du Top 14 contre le Stade toulousain, où il contribue à la victoire des siens (24-9) en envoyant Danie Rossouw à l'essai d'une chandelle en diagonale dès le début du match. Il est en revanche moins en vue lors de la finale perdue contre le Castres olympique (14-19) où il sort sous les sifflets en début de deuxième mi-temps.  

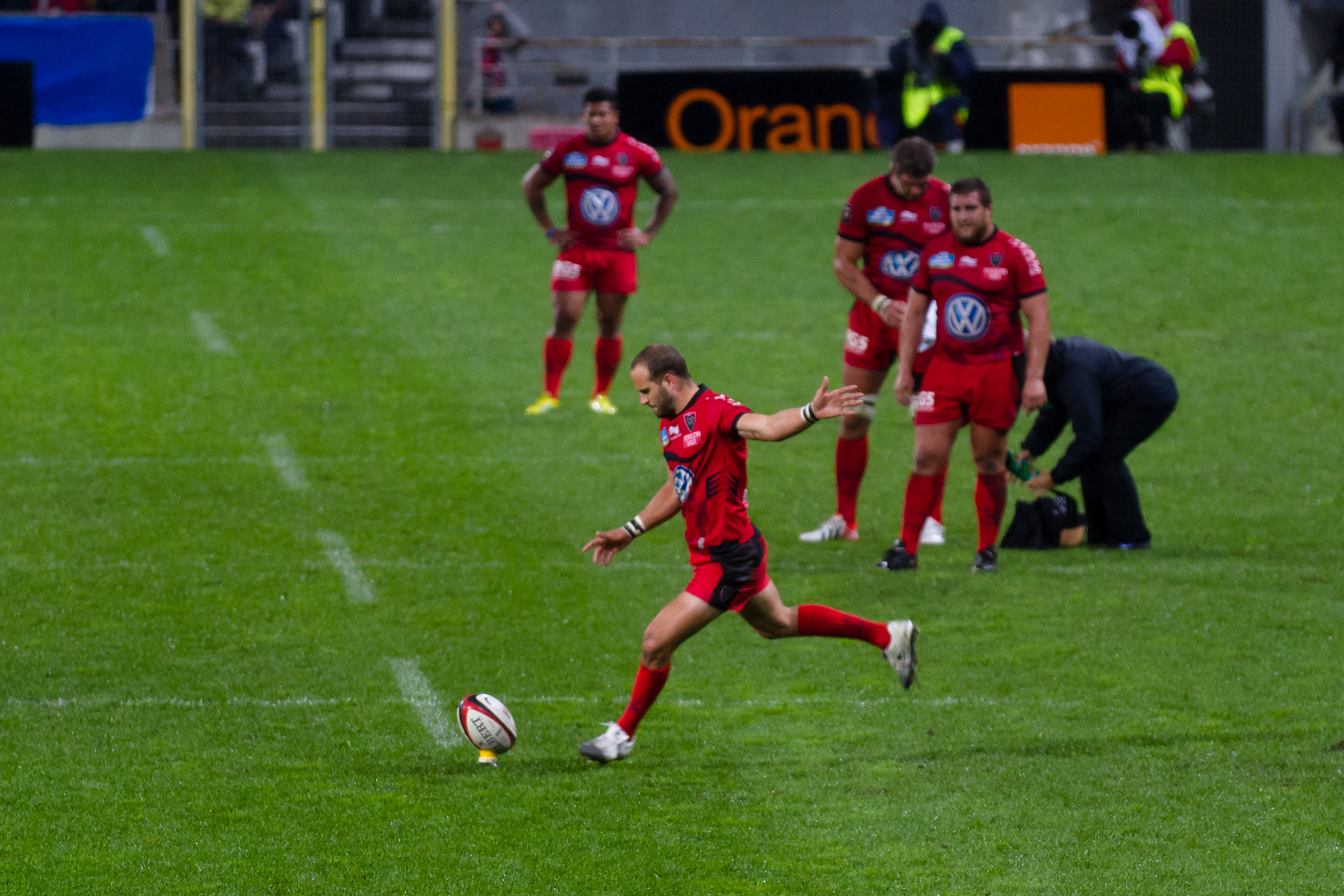
Michalak s'apprête a tenter une pénalité avec le Rugby club toulonnais (2012).

Rappelé en bleu pour une triple confrontation face aux All Blacks en juin 2013 il est titulaire lors de la deuxième rencontre, défaite 30 à 0, mais déçoit en ratant deux pénalités. Il ne termine pas la rencontre, sorti sur blessure.

#### 2013-2014
La saison suivante, il retrouve le poste d'ouvreur qu'il alterne avec Jonny Wilkinson. Il fait son retour de blessure le 13 octobre en Coupe d'Europe face aux Glasgow Warriors (51-28), où il remplace rapidement Jonny Wilkinson, blessé, et signe un bon retour, étant présent sur trois essais toulonnais dont deux passes décisives. La semaine suivante, face au Stade toulousain, il se montre impeccable à la botte et permet à Toulon de mener 12 à 0 à la mi-temps même si le RC Toulon s'inclinera finalement 12-13.
Trop juste pour le premier test de novembre face aux All Blacks, il retrouve l'équipe de France pour les deux tests suivant face aux Tonga et l'Afrique du Sud, où il rentre en fin de partie. 
Mais, à son retour au RC Toulon, Michalak effectue une contre-performance lors de la cuisante défaite (0-23) contre le Stade français, où il rate à nouveau deux pénalités faciles qui auraient pues permettre au RC Toulon de ne pas finir fanni. Après cela, il sera peu utilisé.
Il lui faudra attendre fin mars et les phases finales de H-cup pour retrouver du temps de jeu. En effet, pour reposer Jonny Wilkinson entre ces matchs de phases finales de H-cup et à l'approche des phases finales de Top 14, Bernard Laporte décide de faire jouer à Michalak les cinq dernières journées du Top 14 et il réalise d'excellentes prestations face à Clermont, le Stade toulousain, l'Union Bordeaux Bègles ou encore l'USA Perpignan.
Il est ainsi rappelé avec le XV de France pour les test-matchs de juin face à l'Australie. Il est titulaire lors du premier match mais sa prestation est moyenne et la France est sèchement battue (23-50). Il doit alors se contenter d'une place de remplaçant pour les deux matchs suivants.

#### 2014-2015

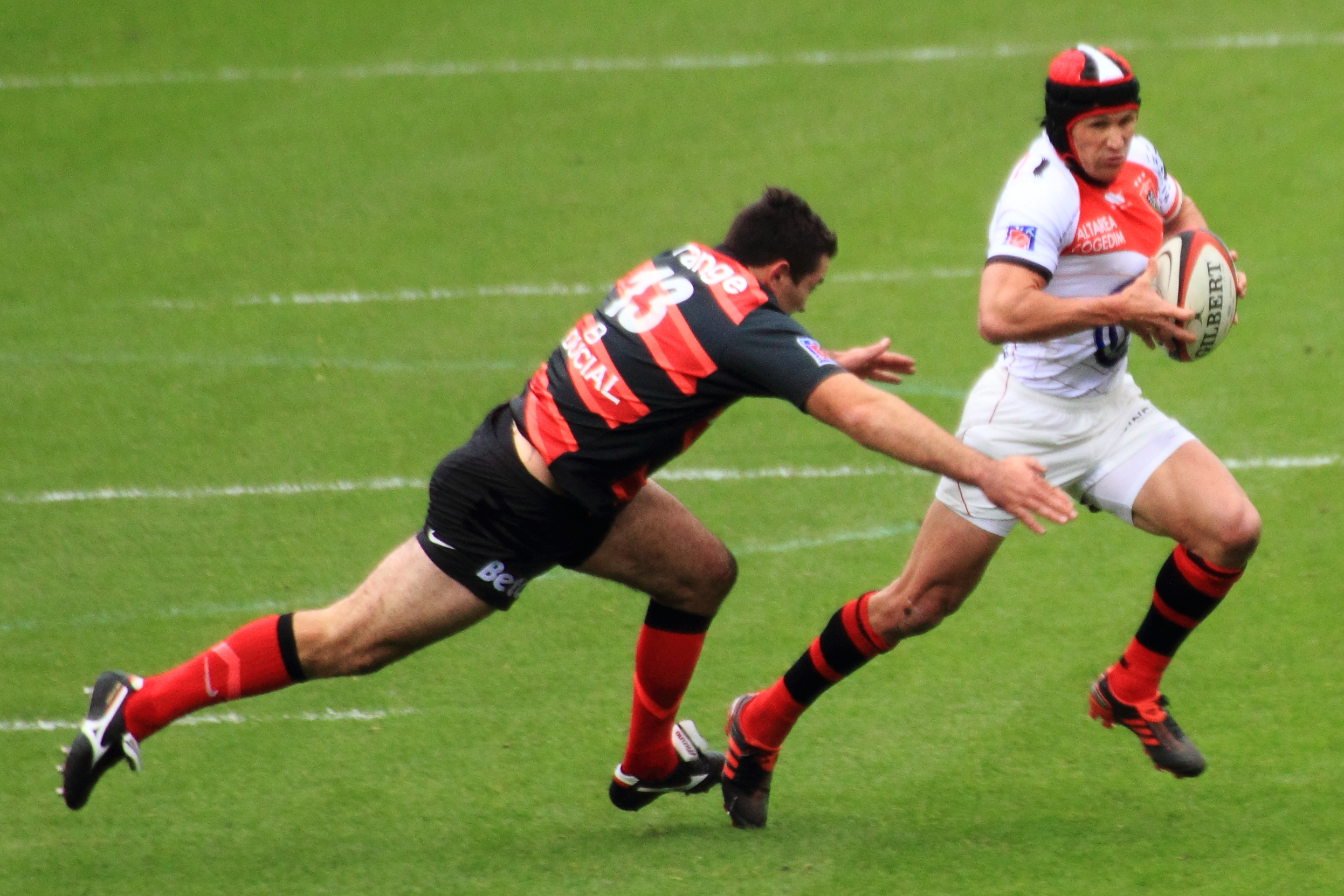
Matt Giteau (à droite, en blanc), son concurrent au poste d'ouvreur à Toulon.

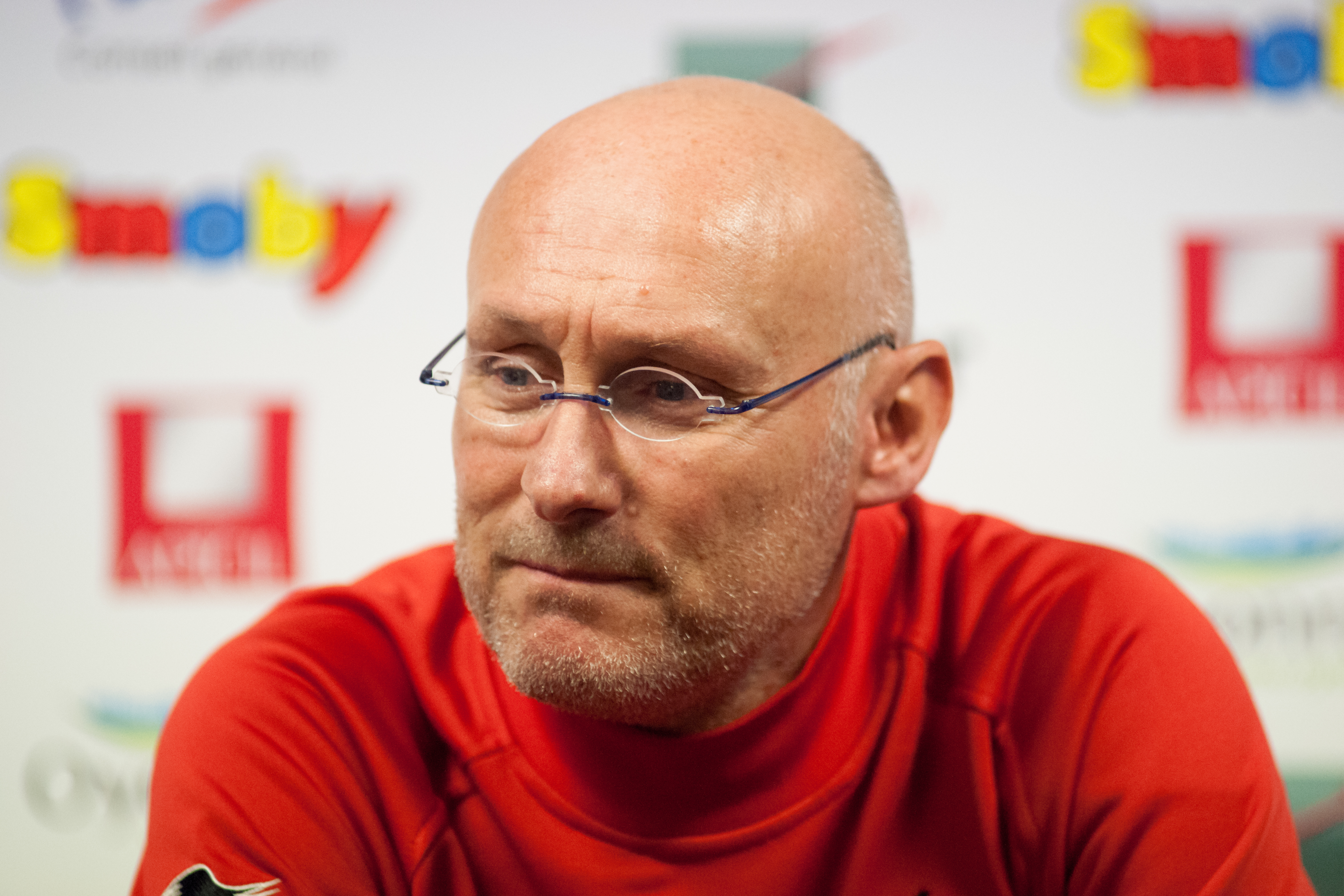
Bernard Laporte, son sélectionneur en équipe de France puis manager à Toulon.

Après la retraite de Jonny Wilkinson, Bernard Laporte refuse d'en faire le nouvel ouvreur du RC Toulon, préférant repositionner à ce poste Matt Giteau, qui évoluait jusque là au centre. Michalak ne dispute donc pas les deux premières journées du championnat mais il commence sa saison lors de la troisième journée face au Racing Metro et se montre très inspiré. Il profite ensuite de la blessure de Giteau pour rester titulaire face à l'Union Bordeaux Bègles (18-13) où il est le grand artisan de la victoire toulonnaise en inscrivant au pied tous les points de son équipe, et face au Stade français, où il réalise un sans faute au pied avec 12 points en première mi-temps. Mais, en seconde mi-temps, il quitte le terrain à cause d'une blessure à l'épaule qui va le tenir écarté des terrains pendant six mois. 
Après six mois d’absence, il retrouve les terrains le 28 mars lors de la réception du Stade toulousain. Il se montre moyen comme buteur mais excellent dans le jeu, étant notamment l'auteur d'une interception à l'origine d'un essai toulonnais. La semaine suivante, Bernard Laporte décide donc de le titulariser pour le 1/4 de finale de Coupe d'Europe face aux London Wasps, Giteau retrouvant le centre. Il est alors le grand artisan de la victoire toulonnaise (32-18) en réalisant un sans faute comme buteur (22 points inscrits), ce qui lui vaudra d'être élu homme du match. Il enchaîne ensuite sur une nouvelle grosse prestation en déplacement à Grenoble. Mais, lors de la demi-finale de Coupe d'Europe face au Leinster, il est moins en vue et remplacé dès le début de la seconde mi-temps. Ainsi, s'il est titulaire la semaine suivante en Top 14 à La Rochelle où il inscrit 19 points au pied, Matt Giteau lui est préféré pour la finale de Coupe d'Europe contre Clermont, mais il n'entre pas en jeu. 
La semaine suivante, il rentre en revanche en cours de match à la place de Giteau lors de la réception de Castres mais se fracture la main, ce qui met un terme à sa saison avec le RC Toulon.
Michalak aura donc vécu une saison largement réduite par les blessures et n'aura pas toujours convaincu lorsqu'il a joué mais Philippe Saint André retient avant tout ses bonnes performances et décide d'en faire l'ouvreur titulaire des Bleus pour la Coupe du monde 2015 en Angleterre. Il justifie cette confiance en match de préparation face à l'Angleterre (25-20) où il délivre une passe décisive pour Yoann Huget mais inscrit surtout 17 points au pied ce qui lui permet de devancer Christophe Lamaison et de devenir le meilleur marqueur de points de l'histoire du XV de France. Il est alors élu homme du match.

#### Coupe du monde 2015
Michalak rentre également fort dans la Coupe du monde, offrant une passe décisive au pied à Rabah Slimani et inscrivant 19 points au pied face à l'Italie (32-10). Au repos pour le match suivant face à la Roumanie, il revient pour le match suivant face au Canada (41-18) dans lequel il est le grand artisan de la victoire française. En effet, il multiplie les gestes de grande classe en attaque comme cette passe décisive  d'une « chistera » à Wesley Fofana dès la quatrième minute, ou cette feinte de passe suivie d'une percée le long de la ligne de touche et d'un coup de pied de recentrage dans l'en-but qui aurait dû offrir un nouvel essai à Fofana si ce dernier n'avait pas gâché l'offrande en commettant un en-avant dans l'en-but. Il se montre également excellent en défense à l'image de sa réception d'un long coup de pied d'occupation adverse alors que ses arrières étaient battus et inscrit 14 points au pied, ce qui lui permet de dépasser Thierry Lacroix et de devenir le meilleur marqueur de points français en Coupe du monde avec 136 points inscrits. Il est alors évidemment élu homme du match.
Mais, lors de la finale du groupe face à l'Irlande, Michalak ne pèse pas sur la rencontre et sort dès le début de la seconde période à cause d'une rechute de sa fracture à la main. Les bleus sont battus (9-24), et contraints d'affronter les All Blacks en quarts de finale. Malgré sa fracture de la main, Philippe Saint André décide de le maintenir titulaire. Avant le match, l’entraîneur des arrières Patrice Lagisquet n'étant plus écouté par son groupe, Michalak, leader respecté dans l'équipe, fait office d’entraîneur officieux des arrières. Il est par ailleurs le seul à tenir un discours de gagnant, à l'opposé d'un staff défaitiste. Mais lors de ce 1/4 de finale qu'il commence déjà blessé à la main, il se blesse en plus rapidement au pied et, à la 12e minute, cette blessure lui fait manquer un coup de pied de dégagement contré par Brodie Retallick qui inscrit le premier essai de la partie. Il se résout alors à laisser ses partenaires et assiste du banc de touche à la lourde défaite des siens (62-13). Au lendemain de cette Coupe du monde, il décide de mettre un terme à sa carrière internationale.

#### 2015-2016: Dernière saison toulonnaise
Il fait son retour de blessure le 10 janvier 2016 face à Bath en poule de Coupe d'Europe où il rentre à la mi-temps à la place d'un Quade Cooper décevant et réalise une belle rentrée, redonnant du rythme au jeu toulonnais, inscrivant la pénalité de la gagne (12-9) et empêchant un essai adverse dans la foulée. Malgré cela, encore juste physiquement, il se contente à nouveau de rentrer en cours de match la semaine suivante face aux London Wasps mais réalise cette fois une rentrée décevante, ratant deux pénalités faciles qui auraient pu coûter la victoire et la qualification en 1/4 de finale au RC Toulon qui s'imposera finalement sur le fil (15-11). Pour ne rien arranger, ayant repris trop tôt, il subit ensuite une inflammation de l'ischio-jambier qui le tient à nouveau éloigné des terrains pendant un mois.
Ce n'est qu'à partir du 20 février qu'il retrouve durablement les terrains mais, en concurrence avec Matt Giteau, Tom Taylor et Quade Cooper, il ne joue que des bouts de matchs et doit attendre le 31 mars pour honorer enfin sa première titularisation de la saison face au Racing 92 où il réalise une bonnes performances, inscrivant notamment la pénalité de la gagne (21-20). Mais Matt Giteau et Tom Taylor lui seront préférés pour le quart de finale de Coupe d'Europe perdu contre le Racing 92. 
Il est en revanche choisi pour être la doublure de Matt Giteau pour les phases finales de Top 14 mais ne rentre pas en jeu lors de la demi-finale remportée face à Montpellier. En revanche, il rentre à l'heure de jeu lors de la finale contre le Racing 92 alors que Toulon est mené mais ne peut empêcher la défaite (29-21) de son équipe.
En fin de contrat et à l'issue d'une saison où il n'a joué que dix matchs (2 seulement comme titulaire), il n'est pas conservé par le RC Toulon et part alors terminer sa carrière au Lyon OU, où il retrouve Pierre Mignoni, son entraîneur à Toulon de 2012 à 2015.

### Fin de carrière à Lyon (2016-2018)
A Lyon, il retrouve une place de titulaire et réalise de bonnes performances, notamment lors de la 5e journée du championnat face au Stade toulousain (25-20) où il contribue grandement à la victoire lyonnaise en inscrivant les 20 points au pied de son équipe (100 % de réussite) ; lors de la 8e journée face à Pau, où il inscrit son premier essai lyonnais et 12 points au pied ou le 28 janvier 2017, pour le premier match de Lyon au stade de Gerland face au Racing 92 où il est l'un des artisans de la belle victoire lyonnaise (37-25) en étant à l'origine de deux essais lyonnais et en inscrivant 17 points au pied. Lyon terminera 10e du championnat, mais après avoir longtemps lutté pour une place dans le Top 6, une belle saison à laquelle Michalak aura grandement contribué. 
En revanche, la saison suivante, barré par le jeune Baptiste Couilloud à la mélée et le retour en grâce de Lionel Beauxis à l'ouverture, il joue moins mais réalise de bonnes performances lorsque l'on fait appel à lui comme lors de la 6e journée du championnat où Lyon se déplace au Racing 92. Michalak prouve qu'il n'a rien perdu de sa superbe, étant l'auteur d'une relance de ses 22 à la suite de laquelle il raffûte un joueur, en élimine trois autres et transmet d'une chistera, action qui débouchera sur un essai d'Alexis Palisson puis est passeur décisif pour le deuxième essai lyonnais de Toby Arnold, Lyon créant l'exploit de s'imposer au Racing (20-17). 
Malgré cela, Michalak annonce peu après qu'il s'agit de la dernière saison de sa carrière. Le 11 Mars, il est titulaire pour son dernier match au Stade Toulousain. Lyon s'impose (27-20) et Michalak est ovationné par les supporters de son ancien club.  Par la suite, Lyon se qualifie pour les barrages du Top 14, où ils créent l'exploit de battre le RC Toulon à Mayol, Michalak, rentré en cours de match, contribuant à cet exploit. Il rentre également en cours de match lors de la demi-finale contre Montpellier mais ne peut cette fois empêcher la lourde défaite de son équipe (14-40) qui met un terme à sa carrière.

### Reconversion
En décembre 2016, il devient l'actionnaire majoritaire du Blagnac rugby et choisit de placer Benoit Trey, alors responsable du pôle commercial et avec qui il est associé en affaires, comme nouveau président du club. La nouvelle équipe veut faire passer le budget du club de 1 million d'euros à 1,6 million d'euros en deux ans et stabiliser l'équipe fanion en poule élite de Fédérale 1. L'entraîneur des trois-quarts du BSCR, Christophe Deylaud, devient responsable sportif du club, avec un regard sur l'ensemble de ses composantes.
En 2017, il est choisi par la Fédération française de rugby comme ambassadeur de la candidature française pour l'organisation de la  Coupe du monde de rugby à XV 2023 aux côtés de Sébastien Chabal.
De 2018 à 2022, il est consultant pour Canal+. Il participe au Canal Sports Club, émission omnisports présentée par Marie Portolano et diffusée sur Canal+ le samedi à 19 h en clair, et au Canal Rugby Club, présenté par Isabelle Ithurburu et diffusé sur Canal+ le dimanche à 19 h en clair.
Après avoir pris sa retraite sportive, il est également nommé à un poste de conseiller au sein de son dernier club, le Lyon OU. Il intervient auprès du président, Yann Roubert, et du manager sportif, Pierre Mignoni, sur différents domaines : recrutement, vie du groupe, formation, reconversion ou encore relations publiques. Il quitte ce poste en 2020.
En septembre 2019, Frédéric Michalak reprend ses études et intègre la maîtrise en administration des affaires d'EM Lyon, aux côtés de 29 autres sportifs de haut niveau, dont Sébastien Chabal.
À partir de 2019, il est aussi responsable de la création d'une équipe monégasque de rugby à sept pour participer au Supersevens dès sa première édition le 1er février 2020. Le Monaco rugby sevens est créé sous forme d'une association et d'une équipe professionnelle avec un budget d'environ 5 millions d’euros. Il est manager de l'équipe pour la saison 2021 du Supersevens. En août, l'équipe remporte deux des trois étapes estivales à Toulouse et La Rochelle.
Au mois de janvier 2021, l'ancien joueur annonce sur le réseau social LinkedIn « donner un petit coup de main » au club australien de rugby à XIII, les Sydney Roosters, suggérant ainsi qu'il deviendrait consultant de ce club,. Le joueur semble avoir noué des relations avec ce club, comme avec celui des Brisbane Broncos depuis la fin des années 2010.
Le 18 octobre 2021, le RC Toulon annonce le recrutement de Frédéric Michalak qui devient « consultant en charge du développement individuel du joueur ». La prise de poste est prévue en décembre.
En 2023, il quitte le RC Toulon pour devenir entraîneur de l'attaque du Racing 92 auprès du nouvel entraîneur anglais Stuart Lancaster.
Il est consultant pour TF1 lors de la Coupe du monde de rugby 2023 organisée en France et dont TF1, M6 et France Télévisions se partagent les droits de diffusion. Il participe au Mag de la coupe du monde où il retrouve Isabelle Ithurburu et son ancien coéquipier Yannick Nyanga.

## Palmarès

### En club
- Stade toulousain
  - Vainqueur du Championnat de France (2) : 2001 et 2011
  - Finaliste du Championnat de France (2) : 2003 et 2006
  - Vainqueur  de la Coupe d'Europe (2) : 2003, 2005[Note 1]
  - Finaliste de la Coupe d'Europe (1) : 2004
  - Vainqueur du Trophée des champions (1) : 2001
  - Compétitions de jeunes
    - Champion de France juniors Crabos (1) : 2000
    - Vice-champion de France Taddéi (1) : 2000
    - Champion de France cadets (2) : 1998, 1999

En 2016, le site Rugbyrama le classe neuvième parmi les 10 meilleurs joueurs de l'histoire du Stade toulousain.
- Sharks 
  - Finaliste du Super 15 (1) : 2012
  - Demi-finaliste du Super 14 (1) : 2008
- Natal Sharks
  - Vainqueur de la Currie Cup (1) : 2008
  - Finaliste de la Currie Cup (1) : 2011 (meilleur buteur avec 192 points)
- RC Toulon
  - Vainqueur du Championnat de France (1) : 2014
  - Finaliste du Championnat de France (2) : 2013 et 2016
  - Vainqueur de la Coupe d'Europe (2) : 2013 et 2015[Note 1]

### En équipe nationale
Frédéric Michalak participe à trois Coupes du monde, en terminant à la quatrième place en 2003 et en 2007, et participant à l'édition 2015. Il remporte quatre éditions du Tournoi des Six Nations, en 2002, 2004, 2006 et en 2010, avec en prime le Grand Chelem en 2002, 2004 et 2010. Il détient pendant près de dix années le record de meilleur réalisateur de l'histoire de l'équipe de France avec 436 points inscrits, d'août 2015 à mars 2025, date à laquelle il est dépassé par Thomas Ramos.

#### Coupe du monde

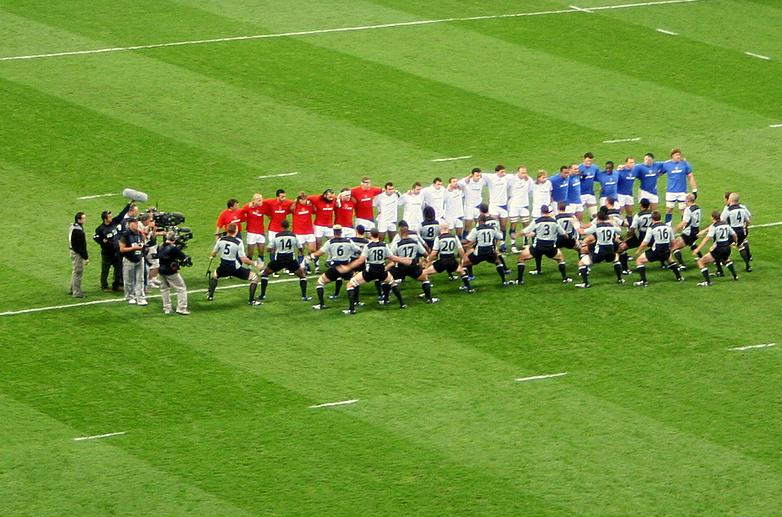
Quart-de-finale France - All Blacks en 2007.

| Édition         | Rang               | Résultats France | Résultats Michalak | Matchs Michalak |
| --------------- | ------------------ | ---------------- | ------------------ | --------------- |
| Australie 2003  | Quatrième          | 5 v, 0 n, 2 d    | 4 v, 0 n, 2 d      | 6/7             |
| France 2007     | Quatrième          | 4 v, 0 n, 3 d    | 4 v, 0 n, 2 d      | 6/7             |
| Angleterre 2015 | Quart de finaliste | 3 v, 0 n, 2 d    | 2 v, 0 n, 2 d      | 4/5             |

Légende : v = victoire ; n = match nul ; d = défaite.

#### Tournoi
| Édition          | Rang | Résultats équipe | Résultats Michalak | Matchs Michalak |
| ---------------- | ---- | ---------------- | ------------------ | --------------- |
| Six Nations 2002 | 1    | 5 v, 0 n, 0 d    | 1 v, 0 n, 0 d      | 1/5             |
| Six Nations 2003 | 3    | 3 v, 0 n, 2 d    | 2 v, 0 n, 0 d      | 2/5             |
| Six Nations 2004 | 1    | 5 v, 0 n, 0 d    | 4 v, 0 n, 0 d      | 4/5             |
| Six Nations 2005 | 2    | 4 v, 0 n, 1 d    | 4 v, 0 n, 1 d      | 5/5             |
| Six Nations 2006 | 1    | 4 v, 0 n, 1 d    | 4 v, 0 n, 1 d      | 5/5             |
| Six Nations 2009 | 3    | 3 v, 0 n, 2 d    | 1 v, 0 n, 0 d      | 1/5             |
| Six Nations 2010 | 1    | 5 v, 0 n, 0 d    | 3 v, 0 n, 0 d      | 3/5             |
| Six Nations 2013 | 6    | 1 v, 1 n, 3 d    | 1 v, 1 n, 3 d      | 5/5             |

Légende : v = victoire ; n = match nul ; d = défaite ; la ligne est en gras quand il y a Grand Chelem.

#### Équipe de jeunes
Frédéric Michalak est vice-champion du monde en 2001 au Chili avec l'équipe de France des moins de 19 ans, perdant la finale face à la Nouvelle-Zélande.

#### Distinctions personnelles
- Oscar Barbarians en octobre 2016
- Chevalier de la Légion d'honneur (décret du 31 décembre 2023)[33]

## Statistiques

### En club
Au cours des neuf saisons passées au Stade toulousain (de 2001 à 2007 et de 2008 à 2011), Frédéric Michalak dispute 185 matchs et marque 888 points (20 essais, 97 transformations, 23 drops et 175 pénalités). Lors de ses deux passages en Afrique du Sud en 2008 et 2011-2012, il totalise 27 rencontres et 219 points en Currie Cup avec les Natal Sharks ainsi que 20 matchs et 120 points en Super 15 avec les Sharks.

### En équipe nationale
Depuis 2001, Frédéric Michalak dispute 77 matchs avec l'équipe de France au cours desquels il marque dix essais, 61 transformations, neuf drops et 79 pénalités.  
Frédéric Michalak devient le meilleur marqueur de l'équipe de France à l'issue du 101e crunch entre le France et l'Angleterre le 22 août 2015. Avec (436 points) inscrits, il détient le titre de meilleur marqueur de l'équipe de France jusqu'en 2025, où il est détrôné par Thomas Ramos.
Il participe notamment à huit Tournois des Six Nations et à trois Coupes du monde (2003, 2007 et 2015). Il dispute treize rencontres de Coupe du monde.

## En dehors des terrains
Frédéric Michalak arbore plusieurs tatouages. Sur son torse, est tatoué en arabe : Anissa ila-l abad : أنيسة إلى الأبد dont une traduction en français est « Anissa pour toujours » ; ce tatouage rend hommage à une jeune fille qu'il avait rencontrée en se rendant à l'hôpital avec l'association Un maillot pour la vie et qui est morte depuis,. Il porte également dans le cou l'initiale de son nom et son année de naissance : « M82 ».
Il a posé nu pour les éditions 2003, 2004 et 2005 du calendrier des Dieux du Stade organisé par le club du Stade français. Il s'en détache ensuite, ne le trouvant plus à son goût. Il confiera même, en septembre 2007, aux animatrices et journaliste Nathalie Vincent et Céline Géraud pour le magazine Télé 7 jours, qu'il « a trouvé ça limite quand on a commencé à voir les sexes ». Il y reparticipe toutefois pour l'édition 2020 « pour une dernière photo », selon ses propres mots.[réf. nécessaire]
Frédéric Michalak tourne dans de nombreux spots publicitaires et est l'égérie de plusieurs marques dont Quick et Biotherm ainsi que Sofinco.
En 2011, il participe à l'émission de France 2 Rendez-vous en terre inconnue chez les Yi. Il revient ensuite sur cette expérience dans l'émission dérivée Retour en terre inconnue.
Le 12 avril 2022, il affiche son opposition à Marine Le Pen, qualifiée pour le second tour de l'élection présidentielle, dans une tribune de sportifs publié dans Le Parisien. Le 21 avril, il publie un tweet et appelle à nouveau à voter pour Emmanuel Macron pour le second tour de l'élection présidentielle de 2022, dénonçant la « honte » du Rassemblement national et affichant son soutien à sa sœur, qui porte le voile.